# زمان (فیلم ۱۹۹۹)
زمان (انگلیسی: Time) یک فیلم است که در سال ۱۹۹۹ منتشر شد.